# Stall-Erik och snapphanarna
Stall-Erik och snapphanarna är ett svenskt filmprojekt som började spelas in 1996. Regissör, producent och huvudrollsinnehavare är Anders Olofsson. Olofsson står helt själv för finansieringen av projektet och rollsättningen. Till sin hjälp har han filmfotografen Rolf Hamark, som är mest känd för långfilmen Stengrunden som också Olofsson medverkade i.
Filmen bygger på böckerna Kampen om Skåne av Alf Åberg och Snapphaneboken av Jan Moen.
Filmen har uppmärksammats i media på grund av den stora mängd svenska skådespelare, musiker, programledare och kändisar som fått roller i filmen. Vissa av de medverkande har hunnit avlida under produktionens gång. Filmen har under sin produktion fått närmast kultstatus.
Premiärdatumet har vid flera tillfällen skjutits fram.

## Handling
Filmen utspelar sig under 1600-talets andra hälft bland de skånska snapphanarna.

## Rollista

### Namngivna roller
- Anders Olofsson – Stall-Erik
- Gustav Levin – Rutger von Aschenberg, berättare
- Marie Göranzon – soldatänka i Gunnarp
- Sven-Bertil Taube – Casparus Due
- Allan Svensson – Ludowick Stats[7]
- Kjell Bergqvist – Trued
- Hans Lindgren – vargjägare Rasmus Bock
- Inger Nilsson – Lisbeth Larsson
- Roger Pontare – vägvisaren Pridbjörn
- Kent Andersson – Tuve "Kuttetuen" Månsson[7]
- Lasse Brandeby – Jens Jensen[7]
- Göran Stangertz – Göingehövding
- Niels Dybeck – Mosseröd Sven[7]
- Hans Wigren – Grimme-Jens[7]
- Ingvar Hirdwall – skräddare Måns
- Sven-Åke Gustavsson – Simon Böse
- Helge Skoog – Mårten i Saxtorp
- Hans Mosesson – kronofogde Sten Persson
- Ingvar Oldsberg – Gårdman Åke
- Sven Wollter – Mikael i Bosekulla[7]
- Stefan Sauk – skogvaktaren Germund[8]
- Sissela Kyle – Anna
- Göran Engman – Lillemats
- Jan Bylund – Flackarps-Nils
- Bo G. Andersson – Truls Andersson
- Ann-Marie Rauer – Ila, skogsväsen
- Maria Lundqvist – Snul-Ida
- Gunilla Poppe – Kittla
- Ola Forssmed – Mårten Räv
- Björn-Åke Blomqvist – Sibbe Olsson
- Janna Yngwe – Gundela
- Lill Lindfors – Maja på Mölleröd, bondkvinna
- Babben Larsson – fru Runius
- Peter Harryson – major Leo Henric Lybecker
- Suzanne Reuter – häxan Pus-Else[9]
- Lill-Babs – Mette Rosencranz[10]
- Magnus Härenstam – adelsmannen Tage Tott[11]
- Siw Malmkvist – änkan Kerstin[11]
- Claes Malmberg – Jeppe Boson[12]
- Maria Hjalmarsson – Anna Trulsdotter[13]
- Anna Blomberg – Gökasissan[14]
- Per Myrberg – Bot-Ulf[15]
- Peter Haber – krudaren (kruthandlaren) Lars Bengtsson[8]
- Bert-Åke Varg – förrädaren Jens Michelsen[8]
- Anna Ulrika Ericsson – Rasmus Bocks dotter Agnes[16]
- Arja Saijonmaa – adelsdamen Karin Lycke[17]
- Måns Möller – Jöns Persson[18]
- Willie Andréason – vargskytten Olof[19]
- Martin Stenmarck – Amund Germundsson[20]
- Henrik Kruusval – Sven Spejare[21]
- Jenny Silver – Malin Matsdotter[22]
- Anna-Lotta Larsson – bondkvinnan Ingeborg[23]
- Justine Kirk – bondkvinnan Gilla[24]
- Camilla Kvartoft – bondekvinnan Milla[25]
- Shima Niavarani – bondekvinnan Grå-Cilla[26]

### Icke-namngivna roller
- Sten Ljunggren – överbefälhavare
- Kim Lantz – stråtrövare
- Ingvar Andersson – skogsluffare
- Evert Lindkvist – skogsluffare
- Rickard Olsson – snapphane
- Karin Ekström – häxa
- Jojje Jönsson – lösdrivare
- Helen Sjöholm – skjortelflickan
- Johannes Brost – vålnad i kyrka[1]
- Janne "Loffe" Carlsson – råttfångare
- Jan Malmsjö – vandrare
- Anders Linder – friskytteledare
- Sissela Benn – laglös kvinna[27]
- Sanna Persson – mjölkkvinnan på Bondalånga[28]
- Charlotte Perrelli – skogsrå[29]
- Per Andersson – vakt[30]
- Gunnel Fred – kokerska[31]
- Björn Gustafson – bonde
- Stig Grybe – bonde
- Pierre Lindstedt – bonde
- Tomas von Brömssen – bonde
- Per Ragnar – bonde
- Fredrik Ohlsson – bonde
- Olle Björling – bonde
- Lars Lind – bonde[32]
- Jörgen Mörnbäck – bonde[33]
- Jörgen Lantz – bonde[34]
- Fillie Lyckow – Silla, bondkvinna
- Inga Ålenius – bondkvinna
- Inga Landgré – bondkvinna
- Lena Söderblom – bondkvinna
- Lotta Engberg – bondkvinna
- Cecilia Ljung – bondkvinna
- Ulrica Bengtsson – bondkvinna
- Michaela Jolin – bondkvinna
- Siw Carlsson – bondkvinna
- Pia Green – bondkvinna
- Petra Mede – bondkvinna[35]
- Malena Ernman – bondkvinna[36]
- Kikki Danielsson – bondkvinna[37]
- Louise Edlind – bondkvinna[38]
- Cecilia Frode – bondkvinna[39]
- Regina Lund – bondkvinna[39]
- Anita Wall – bondkvinna[32]

### Ytterligare medverkande
Dessutom medverkar ytterligare ett antal kända personer i ännu okända roller:
- Marika Lagercrantz
- Samuel Fröler
- Bengt Bauler
- Rolf Skoglund
- Bertil Norström
- Margreth Weivers
- Olof Thunberg
- Anders Nyström
- Björn Granath
- Emy Storm
- Gun Jönsson
- Göte Fyhring
- Kristina Törnqvist
- Eva Rydberg
- Roland Hedlund
- Carina Lidbom
- Roland Janson
- Göran Forsmark
- Ulf Dohlsten[9]
- Ulf Larsson[9]
- Galenskaparna och After Shave

## Produktion
Idén att göra en film om snapphanarna och deras öde kläcktes 1995 när den då 32-årige helsingborgaren Anders Olofsson spelade en statistroll som bonden Stall-Erik i Rolf Hamarks film Stengrunden som bygger på Bo Giertz roman med samma namn.
Stall-Erik och snapphanarna var från början tänkt att vara 45 minuter lång och producerades under titeln Fly i ro.
I mars 1996 spelades den första scenen in i Strömstads kyrka och har huvudsakligen spelats in i Fredriksdal museer och trädgårdar i Helsingborg. Scener har även spelats in i bland annat Ballingstorpsgården i Kristianstad, Sövdeborgs slott, Trolleholms slott i Svalöv, Allerumsskogen runt Helsingborg, Stockholm, Göteborg och Mariefred.
Filmen uppskattades 2012 ha kostat runt en miljon kronor att producera.